# Michael Lecky
Michael Lecky (* 12. November 1952) ist ein ehemaliger jamaikanischer Radrennfahrer.

## Sportliche Laufbahn
Lecky war Bahnradsportler und auch im Straßenradsport aktiv. Er war Teilnehmer der Olympischen Sommerspiele 1972 in München. 
In der Mannschaftsverfolgung schied Jamaika mit Radcliffe Lawrence, Howard Fenton, Maurice Hugh-Sam und Michael Lecky in der Qualifikation aus. In der Einerverfolgung kam er nicht über die Vorrunde hinaus.
Im olympischen Straßenrennen kam Lecky beim Sieg von Hennie Kuiper nicht ins Ziel.